# Jonathan Gould
Jonathan Alan Gould (Paddington, 18 luglio 1968) è un allenatore di calcio e calciatore scozzese, di ruolo portiere.

## Palmarès

### Club

#### Competizioni nazionali
- Campionato scozzese: 3

Celtic: 1997-1998, 2000-2001, 2001-2002
- Coppa di Scozia: 1

Celtic: 2000-2001
- Coppa di Lega scozzese: 3

Celtic: 1997-1998, 1999-2000, 2000-2001